# Nabat Yuhan'im
Nabat Yuhanˁim (altsüdarabisch nbt yhnˁm / Nabat Yuhanˁim) war ein König von Qataban, der um 160 regierte.
Nabat Yuhan'im ist hauptsächlich von einer Stele bekannt, die sich in Al-Hinu fand. Es handelt sich um eine private Inschrift, in der berichtet wird, dass zwei Frauen eine Statue aus Bronze in einen Tempel stifteten. Auf der Stele wird auch der Herrscher genannt, von dem gesagt wird, dass er einen Feldzug gegen Saba und arabische Stämme geführt habe. Es ist eine der letzten Inschriften des Reiches von Qataban, das kurz darauf von Hadramaut erobert wurde.